# La Metálica

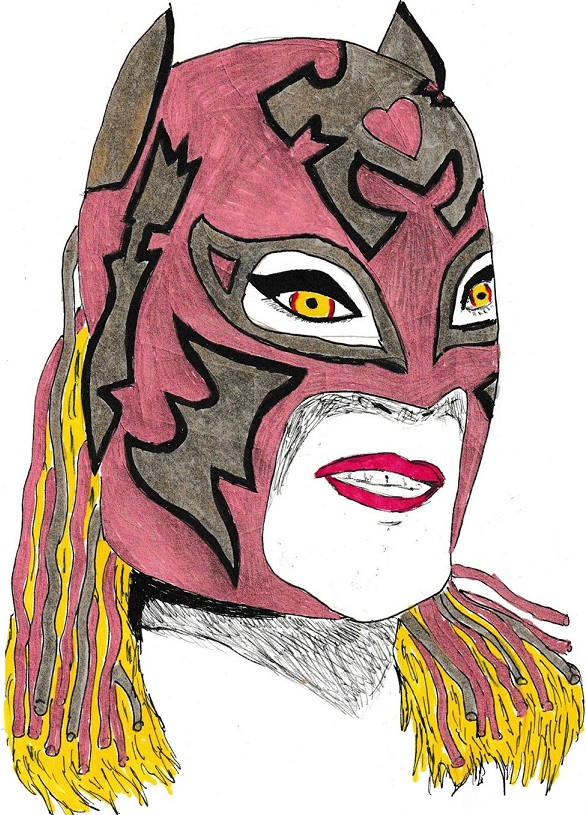
Illustration av La Metálica och hennes mask.

La Metálíca, tidigare Felina Metálica, född 13 november 1994 i Mexico City, är en mexikansk fribrottare som brottats professionellt sedan 2011 och just nu brottas för Consejo Mundial de Lucha Libre (CMLL) i Mexiko.
La Metálica brottas iförd fribrottningsmask och hennes identitet är inte känd av allmänheten, vilket är vanligt inom lucha libre.

## Karriär
Felina Metálica brottades sin första match redan i maj 2009. Till en början gestaltade hon en tecnico, en god karaktär. Efter cirka sju år på den oberoende scenen där hon var relativt välkänd i Mexico City och hade intensiva rivaliteter med brottare som Keyrar så brottas sedan 2016 för Consejo Mundial de Lucha Libre (CMLL), Mexikos största och äldsta förbund. Hon har tränats av en lång rad tränare men de som nämns av CMLL är Justiciero, Negro Navarro, Rocky Santana, Terrorista, Sádico, Robin Maravilla, Shocker, Franco Colombo och Último Guerrero.
La Metálica gjorde sin debut 16 september 2016. Två år senare vann hon sin första titel, när hon under en lördag i Arena Coliseo besegrade Princesa Sugehit den 29 december 2018 för att vinna bältet Campeonato Nacional Femenil. Hon höll titeln i sammanlagt 630 dagar och besegrade fyra utmanare innan hon fick se sig slagen av Reyna Isis på CMLL:s 87-års-jubileumsevenemang. Senare i karriären har hon istället kommit att gestalta hon en ruda (de som porträtterar "de onda" i professionell mexikansk brottning, till skillnad från tecnicas, de goda).
Den 9 september 2023 vann hon en lucha de apuestas (insatsmatch) mot den manliga brottaren Tsunami under ett evenemang för Promociones HUMO utanför CMLL. Tsunami fick då fick raka av sig håret. eftersom stipulationen var mask mot hår..
Emellertid fortsätter hon veckovis att brottas i CMLL på deras olika evenemang  (2024).